# Mongolia na Letnich Igrzyskach Olimpijskich Młodzieży 2010
Mongolię na Letnich Igrzyskach Olimpijskich Młodzieży 2010 w Singapurze reprezentowało 11 sportowców w 7 dyscyplinach.

## Skład kadry

### Boks
- Daszdordżijn Anand

### Gimnastyka
- Ganbatyn Erdenebold  złoty medal
- Batbaataryn Sojolsajchan

### Judo
- Otgonbajaryn Dölgöön - kategoria do 66 kg  srebrny medal

### Lekkoatletyka
- Ganboldyn Szidżirbaatar - bieg na 100 m - 21 miejsce w finale
- Chatanbüüwejgijn Miczidmaa

### Pływanie
- Gantulga Ölzijbadrach
  - 50 m. st. dowolnym - 37 miejsce w kwalifikacjach (26.82)
  - 100 m. st. dowolnym - 48 miejsce w kwalifikacjach (59.35)
- Erdenebileg Sürennjam
  - 50 m st. motylkowym - 23 miejsce w kwalifikacjach (36.12)
  - 100 m st. motylkowym - DSQ

### Triathlon
- Tüwszindżargalyn Enchdżargal

### Zapasy
- Enchtögsij Ojuunbold - kategoria do 100 kg
- Baaratzorigijn Batceceg - kategoria do 60 kg  złoty medal